# Fleischhauerstraße (Lübeck)

Die Fleischhauerstraße, rot markiert

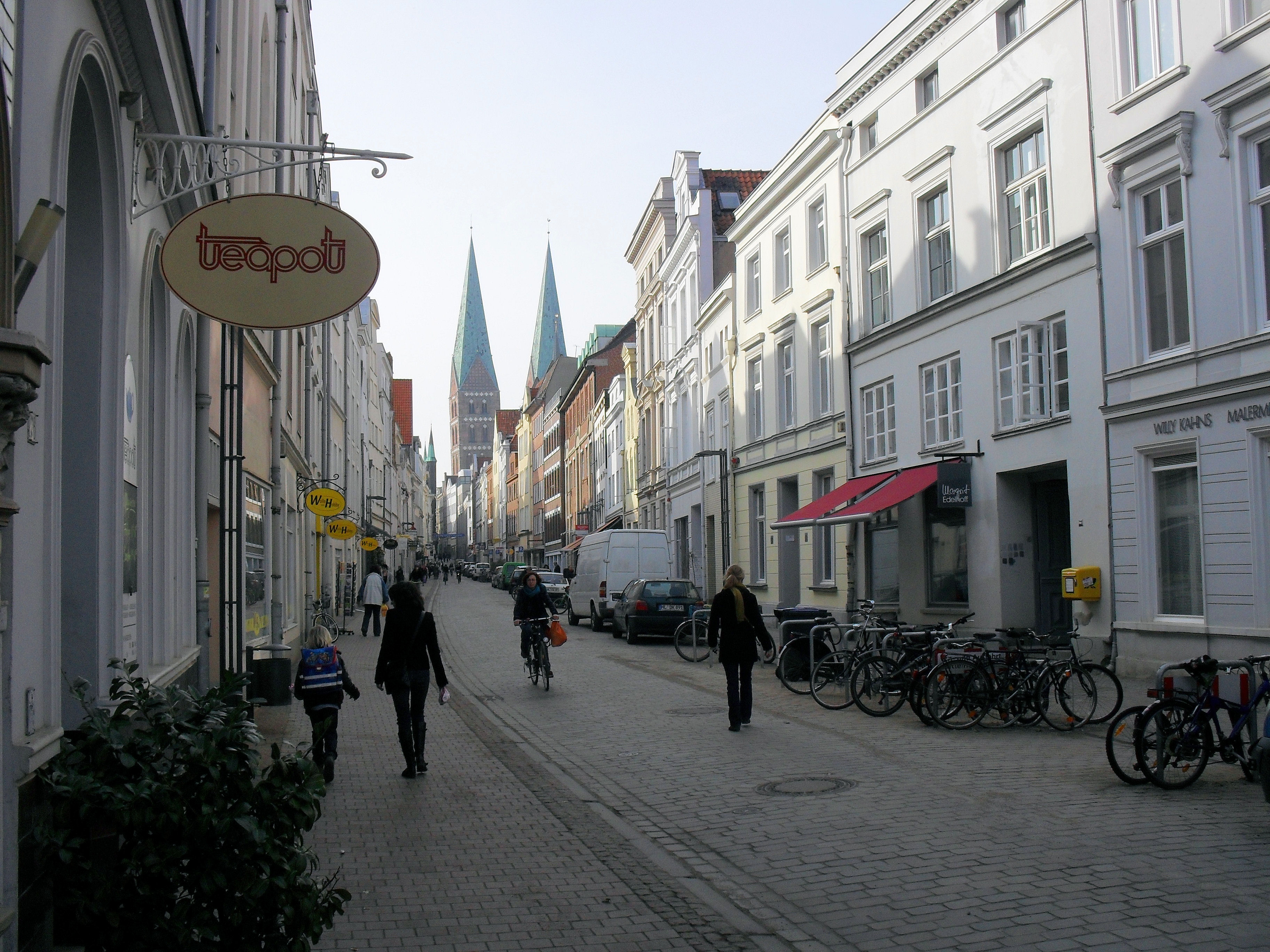
Die Fleischhauerstraße; im Hintergrund die Marienkirche

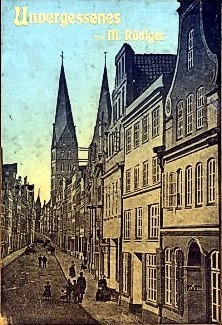
Minna Rüdiger: „Unvergessenes“

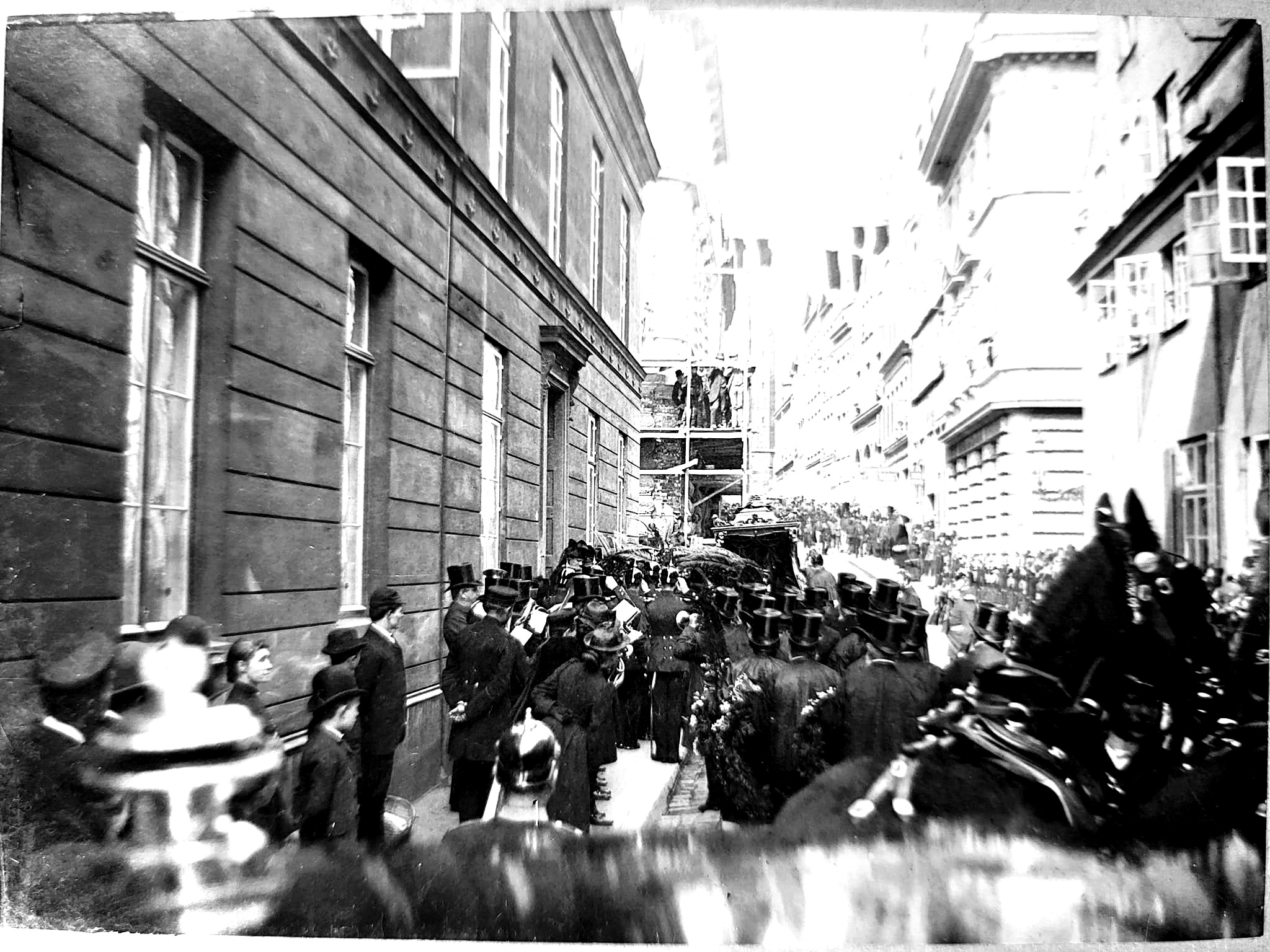
Fleischhauerstraße, 1892

Die Fleischhauerstraße (lateinisch: Platea carnificum) im Johannis Quartier ist eine der Rippenstraßen der mittelalterlichen Stadtplanung der Lübecker Altstadt.

## Geschichte

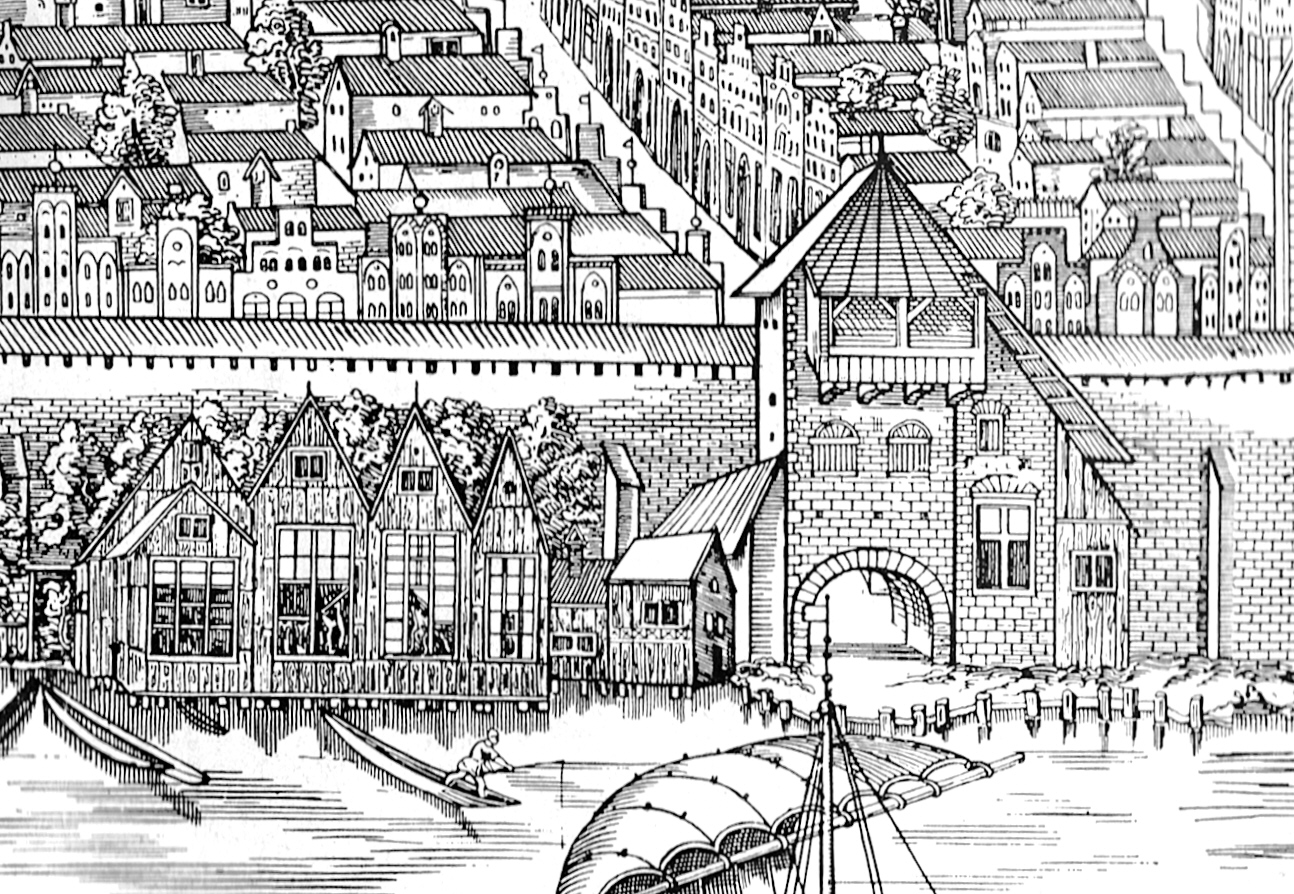
Die untere Fleischhauerstraße und das Kütertor mit den links davon gelegenen Schlachthäusern, dargestellt auf der Lübecker Stadtansicht des Elias Diebel von 1552

Die Fleischhauerstraße ist eine der ältesten Lübecker Straßen. Ihr Name erklärt sich daraus, dass in der Straße im Mittelalter die fleischverarbeitenden Berufe ansässig waren, zu denen die Küter, also die Schlachter, und Fleischhauer, nämlich die Fleischer, gehörten. Die Küter schlachteten das Vieh im Küterhaus, einem auf Pfählen errichteten Bau über der Wakenitz am Ende der Fleischhauerstraße beim Kütertor, der erst 1876 abgerissen und durch den Schlachthof zwischen Schwartauer Allee und Katharinenstraße ersetzt wurde. An ihre Wohnungen erinnert der Kütergang (Eingang An der Mauer 12).
Die Fleischhauer verarbeiteten das Fleisch weiter und verkauften es auf dem Schrangen. Fleischhauer ist die wortgetreue Übersetzung des in der ersten urkundlichen Erwähnung der Straße 1263 verwendeten lateinischen Namens. Bedeutungsgleich mit Fleischhauer wird als Berufsbezeichnung Knochenhauer verwendet, so etwa wenn es um den Knochenhaueraufstand geht, der 1384 von den Bewohnern der Straße getragen wurde.
Neben den fleischverarbeitenden Betrieben gab es in der Straße auch 18 Brauer, die die durch die Straße führende Leitung der 1294 fertiggestellten Brauerwasserkunst nutzten.
Die Nutzung der Straße änderte sich grundlegend mit der Einführung der Gewerbefreiheit 1867. Die Konzentration der Fleischhauer löste sich auf und machte zunächst einer Vielzahl von Schulen Platz. Bis 2002 befand sich im unteren Block der Straße die letzte Roßschlachterei Lübecks. Heute dominiert nach einer Phase des Niedergangs bis in die 70er Jahre der Einzelhandel. Durch die Neugestaltung des mittleren Teils der Straße bis 2005 bemühen sich die Stadt, der anliegende Einzelhandel und die Anwohner um eine Aufwertung wie in der benachbarten, parallelen Hüxstraße.

## Verlauf

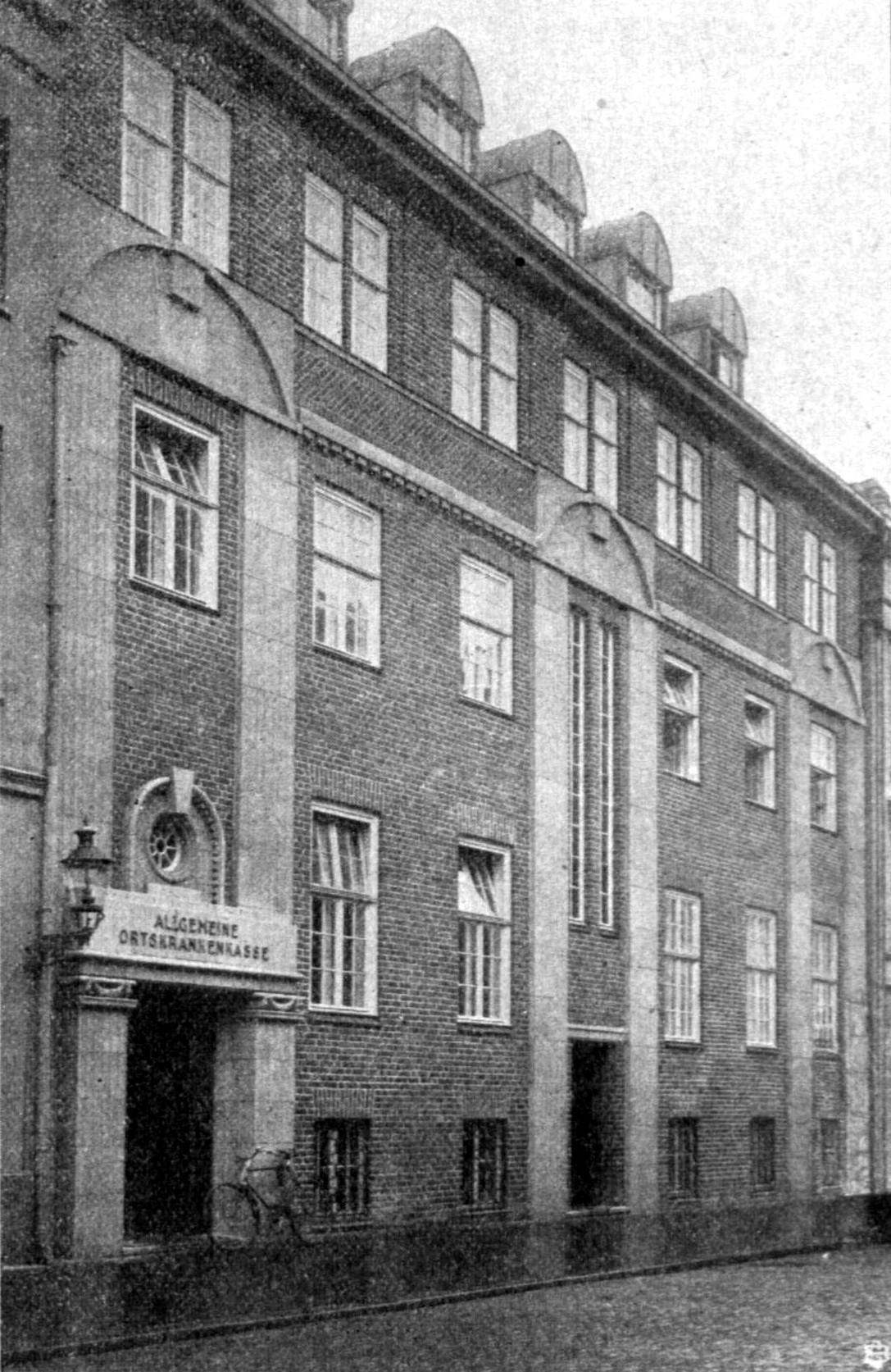
Das neue (1914) Gebäude der AOK in der Fleischhauerstraße 55–57

Die Fleischhauerstraße beginnt an der Breiten Straße gegenüber dem Lübecker Rathaus. Ihr Verlauf, der vom Kamm der Altstadtinsel nach Osten hinab in die ehemalige Niederung der Wakenitz führt, gliedert sich in drei Teile. Der obere endet an der Königstraße. In diesem Teil wurde die historische Bebauung der nördlichen Straßenseite in den 70er Jahren zugunsten von zwei Kaufhausneubauten bzw. Erweiterungen (Anny Friede, Karstadt) niedergelegt. Östlich der Königstraße wurde auf dem ehemaligen Betriebsgrundstück der Lübecker Nachrichten die Königpassage (seit 2020: Lichthof) als kleines Einkaufszentrum geschaffen. Im mittleren Abschnitt, der von der Königstraße bis zur Kreuzung mit den Straßen Bei Johannis und Schlumacherstraße reicht, dominiert der Einzelhandel. Im Gebäude mit der Hausnummer 55–57, das in den Jahren 1912–1914 für die AOK errichtet wurde, befindet sich heute ein von der DİTİB betriebenes türkisches Kulturzentrum mit Moschee. Im unteren Teil der Fleischhauerstraße liegt im Norden auf dem Gelände des ehemaligen Johannisklosters das Johanneum. Gegenüber, im Haus Nr. 106, befand sich bis 2002 Lübecks letzte Rossschlachterei. Östlich davon endete die Straße früher an der Stadtmauer der Lübecker Stadtbefestigung und der Wakenitz, die Lübeck im Osten umschloss, bis Ende des 19. Jahrhunderts der Elbe-Lübeck-Kanal erbaut wurde. Weil der Kanal schmaler ist, als die aufgestaute Wakenitz war, wurde im Osten der „Altstadtinsel“ Land gewonnen, auf dem die Kanalstraße angelegt wurde, an der die Fleischhauerstraße heute endet.

## Personen der Straße
- Gustav Radbruchs Elternhaus befand sich in der Fleischhauerstraße.
- Heinrich Waack, der Rektor der Stadtschule (Fleischhauerstr. 73), wohnte Fleischhauerstr. 71. Minna Rüdiger, eines seiner Kinder, verfasste den im Jahre 1904 erschienenen Lübeck-Roman Unvergessenes. Dieser zählt neben Thomas Manns Buddenbrooks und Ludwig Ewers Großvaterstadt zu den drei bedeutendsten Lübecker Stadt-Romanen.
- Ludwig Joachim Heinrich, der Jüngste im Hause Possehl, wurde am 21. Oktober 1810 in der 86 (heute Nr. 31) geboren. Er gründete die L. Possehl & Co. und war Vater von Emil Possehl

## Denkmalgeschützte Häuser

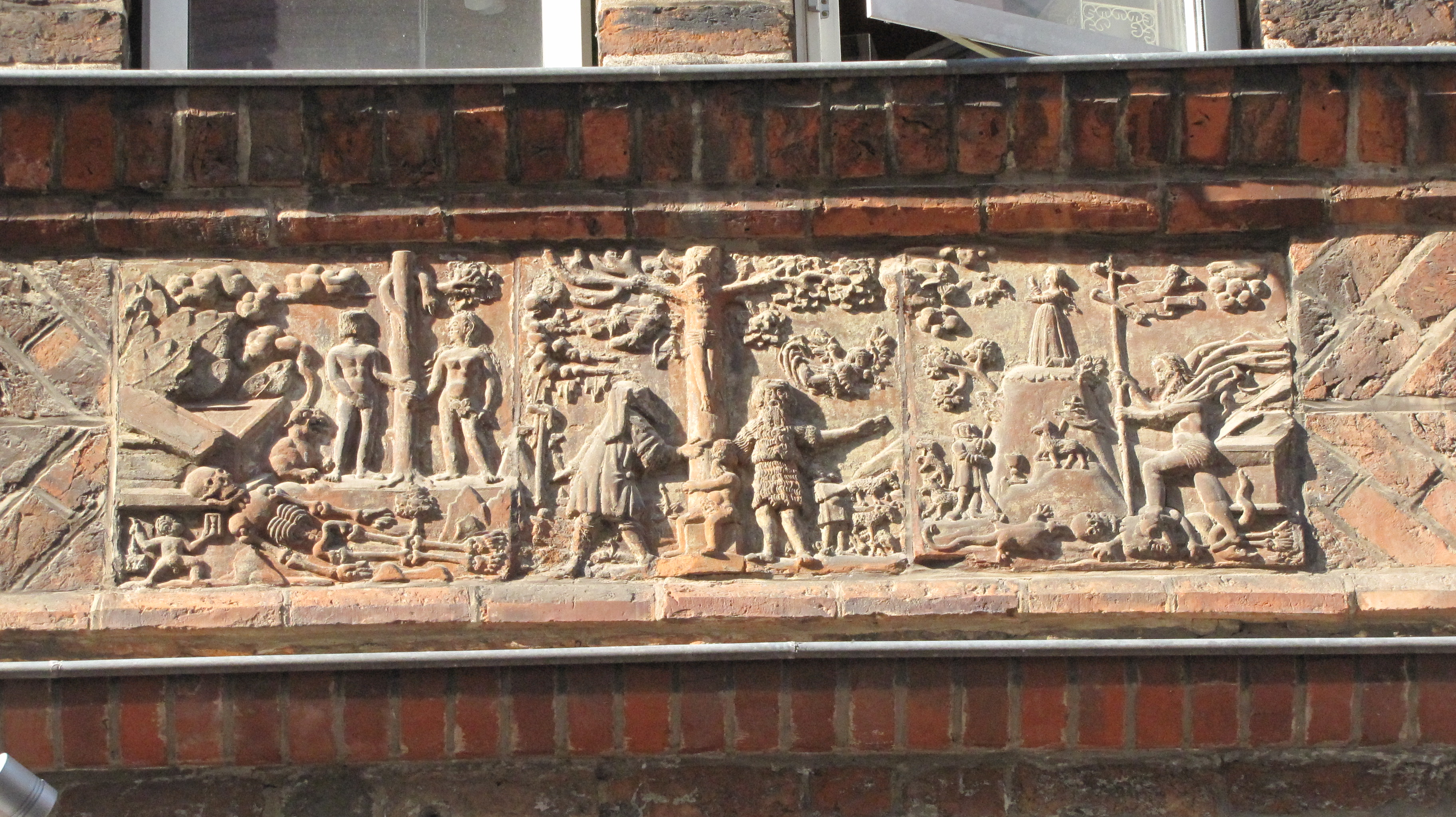
Statius von Düren: Triptychon Gesetz und Gnade, Fleischhauerstrasse 25

Unter Denkmalschutz stehen fast alle Häuser der Fleischhauerstraße. Im oberen Teil allerdings nur Häuser auf der rechten Seite, die Nr. 6, 14, 16, 18. In der mittleren Fleischhauerstraße rechts die Nr. 20 – 36, 40 – 44, 48 – 62, 74 – 82; links die Nr. 25–37, 41–47, 61–67 (67: ehem. Progymnasium und Wohnhaus von Otto Bussenius), 71 – 89. Im unteren Teil steht nur das Haus 100/102 unter Schutz.
- siehe auch Liste abgegangener Lübecker Bauwerke für nicht mehr vorhandene Bauwerke.

## Gänge und Höfe
Von der Fleischhauerstraße gingen folgende zwei Lübecker Gänge und Höfe ab (nach Hausnummern):
- 57: Friedenhof
- 100: Willrath Gang